# اوسگود وارد
اوسگود وارد (انگلیسی: Osgoode Ward) یا بخش بیست یک بخش شهرداری در اتاوا، انتاریو، کانادا است.